# لآغه
لاغه (بالألمانية: Laage) هي بلدة ألمانية تقع في ألمانيا في مكلنبورغ فوربومرن. يقدر عدد سكانها بـ 5,878 نسمة .